# Ярантовиці (Радзейовський повіт)
Ярантовиці (пол. Jarantowice) — село в Польщі, у гміні Осенцини Радзейовського повіту Куявсько-Поморського воєводства.
Населення — 249 осіб (2011).
У 1975-1998 роках село належало до Влоцлавського воєводства.

## Демографія
Демографічна структура станом на 31 березня 2011 року:
|          | Загалом | Допрацездатний вік | Працездатний вік | Постпрацездатний вік |
| -------- | ------- | ------------------ | ---------------- | -------------------- |
| Чоловіки | 103     | 20                 | 75               | 8                    |
| Жінки    | 146     | 39                 | 79               | 28                   |
| Разом    | 249     | 59                 | 154              | 36                   |